# Ariane Kari
Ariane Désirée Kari (* 1987 in Pforzheim) ist eine deutsche Veterinärmedizinerin. Sie ist seit Juni 2023 die erste Beauftragte der Bundesregierung für Tierschutz.

## Leben
Kari studierte Veterinärmedizin an der Justus-Liebig-Universität Gießen. 2012 erhielt sie die Approbation. 2015 schloss sie die Weiterbildung zur Amtstierärztin ab. 2019 schloss sie die Weiterbildung zur Fachtierärztin für Öffentliches Veterinärwesen mit der Zusatzbezeichnung Tierschutz ab. Seit 2022 ist sie zudem Fachtierärztin für Tierschutz.
Von 2012 bis 2014 war Kari in der Stabsstelle für Ernährungssicherheit im Regierungspräsidium Tübingen im Bereich der Tierarzneimittelüberwachung tätig. Von 2014 bis 2016 war sie stellvertretende Leiterin des Tierschutzreferats im Veterinäramt des Rhein-Neckar-Kreises in Wiesloch. Von 2016 bis 2023 war sie in der Stabsstelle der Landestierschutzbeauftragten des Landes Baden-Württemberg im Ministerium für Ernährung, Ländlichen Raum und Verbraucherschutz Baden-Württemberg tätig, ab 2017 als stellvertretende Landestierschutzbeauftragte.
Am 12. Juni 2023 wurde die parteilose Kari von Bundeslandwirtschaftsminister Cem Özdemir (Grüne) zur ersten Tierschutzbeauftragten der Bundesregierung im Bundesministerium für Ernährung und Landwirtschaft ernannt. Ihre Amtszeit läuft Ende August 2025 aus und wird von Bundeslandwirtschaftsminister Alois Rainer (CSU) nicht verlängert.

## Publikationen (Auswahl)
- Johanna Hahn und Ariane Kari: Leiden Nutztiere unter ihren Haltungsbedingungen? – Zur Ermittlung von Leiden in Tierschutzstrafverfahren, Natur und Recht (2021) 43: 599–607, doi:10.1007/s10357-021-3890-7